# Kombinatorika
Kombinatorika (kombinatorna matematika) je grana diskretne matematike koja se bavi diskretnim strukturama koje su finitne ili koje se mogu brojiti. Povezana je s mnogim drugim granama matematike, poput algebre, teorije vjerojatnosti i geometrije kao i raznim područjima u računarstvu i statističkoj fizici. Aspekti kombinatorike uključuju prebrojavanje objekata koji zadovoljavaju određene kriterije (enumerativna kombinatorika), određivanje može li neki kriterij biti ispunjen, konstruiranje i analiziranje objekata koji ispunjavaju neki kriterij, nalaženje najvećih najmanjih ili optimalnih objekata i nalaženje algebarskih struktura u koje ovi objekti mogu spadati (algebarska kombinatorika).

## Šahovska matematika
Ova grana kombinatorike, kako samo ime kaže, presjek je matematike i šaha. Za njeno izučavanje nisu potrebna posebna znanja šahovske strategije, već je za rješavanje problema iz šahovske matematike dovoljno znati pravila ove igre, a rješenja se dobivaju posebnim matematičkim izračunima.
Klasični problemi šahovske matematike su: Problem osam dama, Problem osam topova, ali i mnogi drugi.

## Vanjske poveznice
Mrežna mjesta
- kombinatorika Hrvatska enciklopedija